# Β-Hydroksyfentanyl
β-Hydroksyfentanyl – organiczny związek chemiczny, syntetyczny opioid, pochodna fentanylu, objęty Jednolitą konwencją o środkach odurzających z 1961 roku (wykazy I i IV). W Polsce jest na wykazach I-N i IV-N Ustawy o przeciwdziałaniu narkomanii.